# Go Ahead (série télévisée)

Go Ahead (en chinois : 以家人之名, Yǐ Jiārén zhī Míng, Au nom de la famille) est une série télévisée chinoise parue en 2020. Elle raconte l'histoire d'un groupe de trois enfants, non reliés par les liens du sang, et de deux adultes qui, au milieu des pires difficultés, parviennent à former une famille atypique, grâce à l'affection qui les unit. Le premier épisode paraît le 10 août 2020 sur la chaîne Hunan TV. Le thème de l'amour familial et désintéressé en assure le succès. Les plateformes iQIYI puis Netflix la diffusent, ainsi que FPT Play au Vietnam.

## Synopsis
Dans la Chine en plein développement des années 2000, une série de circonstances particulières et tragiques réunissent les trois enfants Li JianJian ((Tan Songyun), Ling Xiao (Song Weilong) et He Ziqiu (Zhang Xincheng) dans une seule et même famille, alors qu'ils n'ont aucun lien du sang. Le père de la petite fille Li JianJian, un modeste restaurateur, et celui de Ling Xiao, qui est officier de police, collaborent à l'entretien de la maisonnée, formant ainsi, avec leurs enfants et le jeune garçon He Ziqiu, qui est adopté, une famille peu ordinaire. L'histoire les suit à travers l'enfance, l'école secondaire, l'université et l'âge adulte. Après une rupture accidentelle de relations de neuf ans, et l'absence à l'étranger des deux garçons, les trois jeunes adultes et les deux pères se retrouvent dans de nouvelles péripéties amoureuses, familiales et professionnelles, après que de nombreuses personnes aient essayé de les séparer,,.

## Distribution
- Tan Songyun (Li Jianjian, 李尖尖)
- Song Weilong (Ling Xiao, 凌霄)
- Zhang Xincheng (He Ziqiu (贺子秋))
- Tu Songyan (Li Haichao 李海潮, le père de Li JianJian)
- Zhang Xilin (Ling Heping 凌和平, le père de Ling Xiao)
- He Ruixian (Tang Can 唐灿, une amie)
- Sun Yi (Qi Mingyue 齐明月, une amie)

## Production
Le tournage commence le 16 septembre 2019 et se termine le 29 décembre de la même année à Xiamen.

## Accueil
La série reçoit des critiques à la fois positives et négatives. En Chine, surtout, le public éprouve quelque réticence au développement de la relation amoureuse entre Li JianJian et son frère adoptif Ling Xiao, et repère en même temps des stéréotypes provoqués justement par le côté artificiel de la relation, selon eux (notation de 6.9 sur Douban). Par contre, à l'étranger, et particulièrement dans les autres pays d'Asie, la série est très bien reçue et connaît un franc succès.

## Bande son originale
| Released on 2020 | Released on 2020                            | Released on 2020 | Released on 2020 | Released on 2020 | Released on 2020 | Released on 2020 | Released on 2020 | Released on 2020 | Released on 2020 |
| No               | Titre                                       | Artist           | Durée            |                  |                  |                  |                  |                  |                  |
| ---------------- | ------------------------------------------- | ---------------- | ---------------- | ---------------- | ---------------- | ---------------- | ---------------- | ---------------- | ---------------- |
| 1.               | Fearless (无畏)                             | Ma Di            | 2:59             |                  |                  |                  |                  |                  |                  |
| 2.               | I Will Stay Hot (我会守在这里)              | Mao Buyi         | 2:54             |                  |                  |                  |                  |                  |                  |
| 3.               | The Light Which Cannot Be Seen (看不见的光) | Zhao BuEr        | 3:16             |                  |                  |                  |                  |                  |                  |
| 4.               | Like a Breeze                               | Tan Songyun      | 3:07             |                  |                  |                  |                  |                  |                  |
| 5.               | Rain (雨)                                   | Shen Yicheng     | 3:35             |                  |                  |                  |                  |                  |                  |
| 6.               | If Rain (萨吉)                              | Sa Ji            | 3:29             |                  |                  |                  |                  |                  |                  |
| 7.               | My Everything                               | Kim Jun Sik      | 3:46             |                  |                  |                  |                  |                  |                  |
| 23:16            |                                             |                  |                  |                  |                  |                  |                  |                  |                  |